# Oberea caseyi
Oberea caseyi är en skalbaggsart som beskrevs av Plavilstshikov 1926. Oberea caseyi ingår i släktet Oberea och familjen långhorningar. Inga underarter finns listade i Catalogue of Life.